# Bundes-Tierärzteordnung
Die Bundes-Tierärzteordnung (BTÄO) regelt die Ausübung des tierärztlichen Berufs in Deutschland. Sie wurde 1965 erlassen und 2007, 2011 und zuletzt 2017 geändert. Paragraf 1 definiert die Aufgaben des Tierarztes:

„Der Tierarzt ist berufen, Leiden und Krankheiten der Tiere zu verhüten, zu lindern und zu heilen, zur Erhaltung und Entwicklung eines leistungsfähigen Tierbestandes beizutragen, den Menschen vor Gefahren und Schädigungen durch Tierkrankheiten sowie durch Lebensmittel und Erzeugnisse tierischer Herkunft zu schützen und auf eine Steigerung der Güte von Lebensmitteln tierischer Herkunft hinzuwirken. Der tierärztliche Beruf ist kein Gewerbe; er ist seiner Natur nach ein freier Beruf.“

Die BTÄO regelt, dass zur Berufsausübung eine Approbation erforderlich ist, mit Ausnahme von Staatsangehörigen eines Mitgliedstaates der Europäischen Union die vorübergehend Dienstleistungen erbringen. Für letztere besteht aber eine Meldepflicht (§ 2). Bürger anderer EU-Länder können eine Approbation bekommen, wenn sie einen in der Anlage als gleichwertig anerkannten Berufsabschluss besitzen (§ 4). Die Paragraphen 6 bis 8 regeln den Entzug bzw. das Ruhen der Approbation.